# 磙

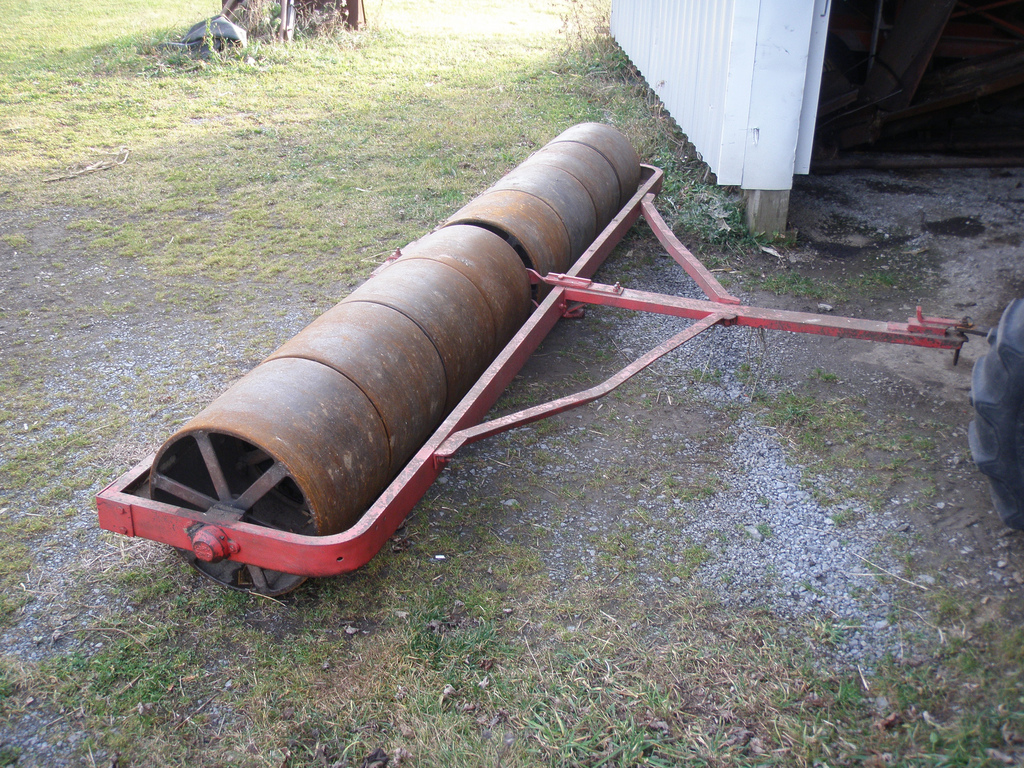
一个12英尺的平滑磙

磙是一种农业工具，用于平整土地或碾碎大土块，尤其是在耕作之后。通常，由拖拉机来拉动磙。在机械化之前，则由一群动物来拉动，比如马或牛。在农业用途之外，板球场和住宅草坪也会使用磙。
平整的土地使得后续的除草和收割更加容易，碾压还有助于减少耕地水分流失。在草坪上，通过碾压为割草机平整土地，并压实土壤表面。
很多用途需要使用重磙。可以用不同的方式为磙加重，比如由一个或多个厚壁圆筒组成，薄壁圆筒装混凝土，或圆筒装水。装水磙的优点是，可以将水排出成为轻磙，也方便运输。在结冰地区，装水的磙在冬天储存时必须将水排干，以避免水结冰膨胀将磙撑破。

## 分段磙

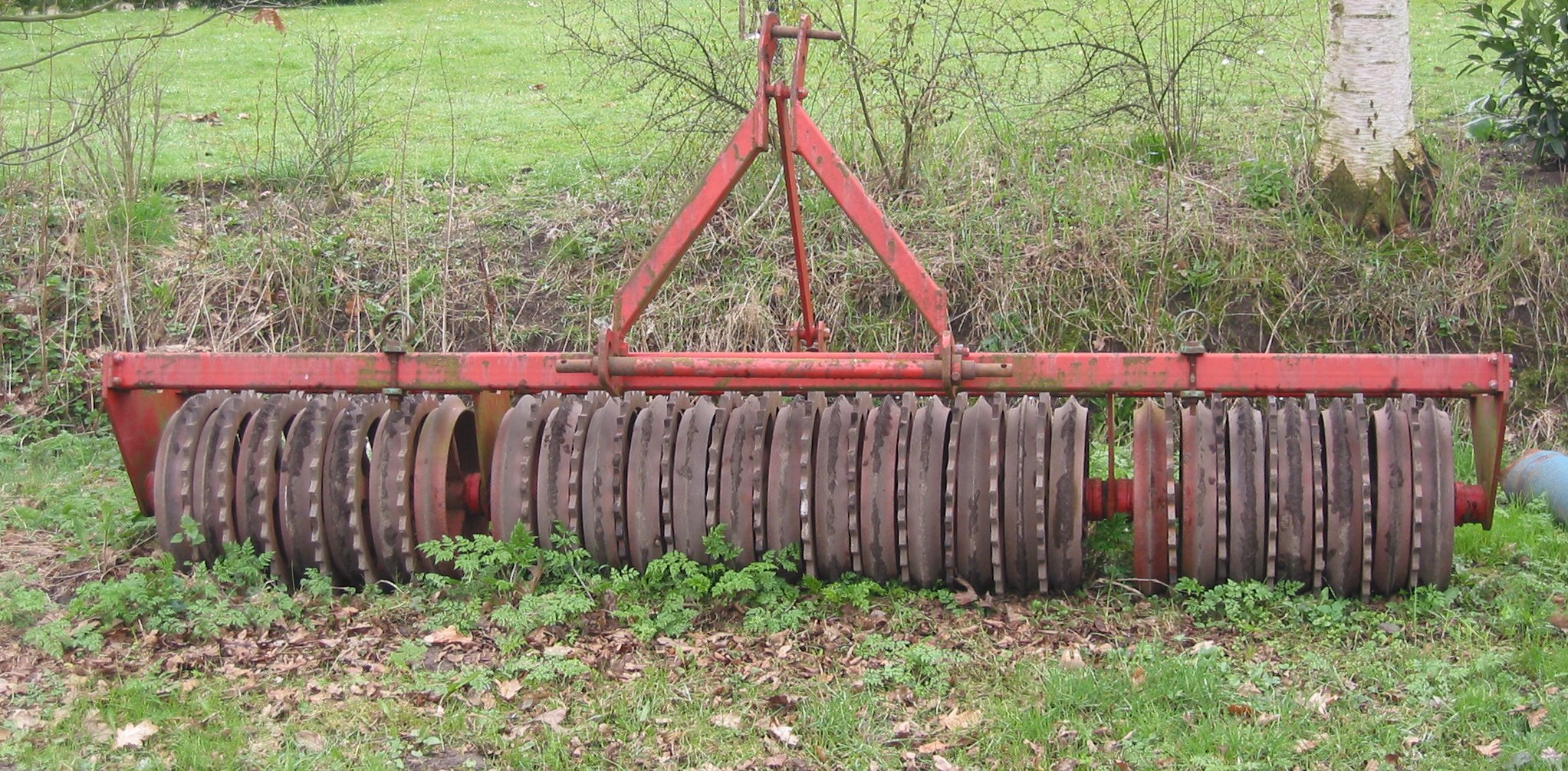
剑桥磙表土镇压器

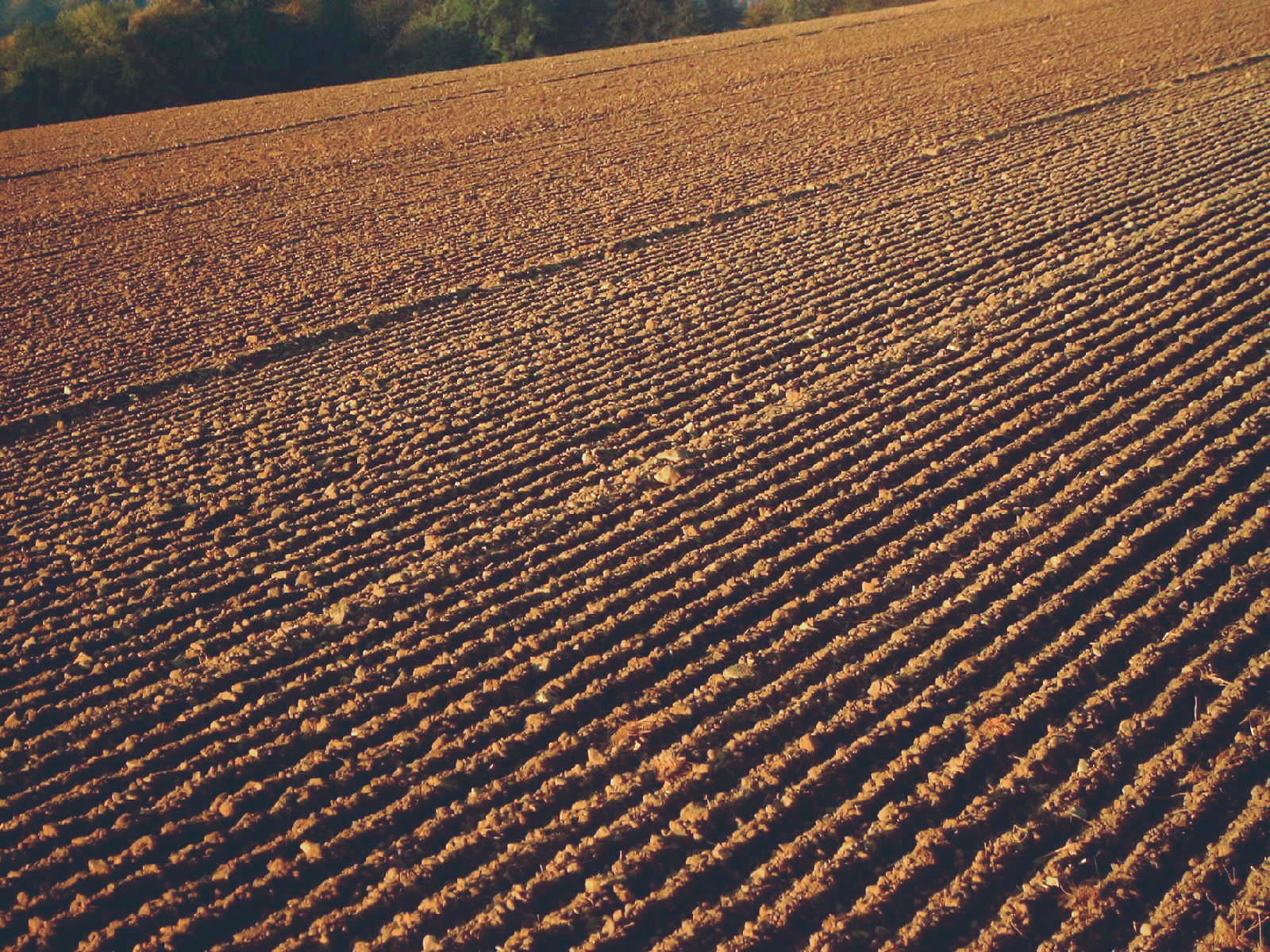
剑桥磙（或类似的磙）轧后的土地

在犁过的土地上使用整体磙有个缺点，在拐弯时磙的外端比内端转得快得多，因而造成一端或两端打滑。整体磙在软土地拐弯时，会因打滑在外侧造成一个土堆，正好产生相反的效果。因此磙常常被分为两三段，以减少这一问题。而剑桥磙完全克服了这个问题，它把许多小段安装到同一根轴上，使它们可以按照自己的速度独立旋转。
磙的表面可以是平滑的，也可以是有花纹的——这样有助于破碎土块，或在土地上形成沟槽以减少雨水冲刷。剑桥磙的每一段在其边缘都有一圈齿，正是出于这样的目的。 
磙可以是成组的，也可以与其它设备联合使用，如割草机。

## 板球场
在板球运动中，磙被用来平整板球场，并降低击球手的危险。
板球历史上用过几种不同尺寸的磙。在露天球场时期使用轻磙；在1950年代的某些阶段，为使击球更难，也使用了轻磙；现在，顶级球场则普遍使用现代“重磙”。规则只允许在每天或每场比赛开始前轧球场，但这消除了射手，因而仍然对比赛有重大影响，这在使用重磙之前非常普遍。重磙有时被诟病，因为它使击球过于容易，同时也降低了球场在雨后风干的速度，尤其是在英格兰阴冷的天气下。

## 草坪磙

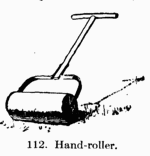
草坪磙

草坪磙是设计用来平整或压实草坪表面的，尤其在某些地区，因天气变化而导致草坪起伏。在冬天，地面反复上冻胀和解冻，就很可能导致起伏。如果是这种情况，建议园丁在春天用轻磙轧一次草坪。但对于黏土或湿土，则不要轧，否则地会被压得太实。